# ماثيو تايلور (لاعب كريكت بريطاني)
ماثيو تايلور (13 نوفمبر 1973 - ) (بالإنجليزية: Matthew Taylor)‏ هو لاعب كريكت بريطاني.